# La Bella y la Bestia
La Bella y la Bestia (La Belle et la Bête en francés) es un cuento de hadas tradicional francés. Narración de la que hay múltiples variantes, su origen podría ser una historia de Apuleyo, incluida en su libro El asno de oro (también conocido como Las metamorfosis), titulada «Cupido y Psique». La primera versión publicada fue obra de la escritora francesa Gabrielle-Suzanne Barbot de Villeneuve, en 1740, aunque otras fuentes atribuyen a Gianfrancesco Straparola la recreación de la historia original, en 1550. La versión escrita más conocida fue una revisión muy abreviada de la obra original de Villeneuve, publicada en 1756 por Jeanne-Marie Leprince de Beaumont. La primera traducción se hizo al inglés, en 1757. Existen muchas variantes de la historia en toda Europa. La versión de Beaumont es la que goza de mayor fama y es la base de casi todas las versiones o adaptaciones posteriores.

## Trama

### Versión de Beaumont
Esta es la historia de un rico mercader viudo que tenía tres hijas. Dos de ellas, las dos hijas mayores, eran presuntuosas y vanidosas, y la menor, a la que por su belleza llamaron Bella, era, sin embargo, humilde y bondadosa. Todas tenían siempre pretendientes dispuestos a casarse con ellas. Pero mientras las dos hermanas mayores rechazaban despectivamente a todos los candidatos, ya que ansiaban casarse con un noble, Bella los recibía y conversaba con ellos, aunque los rechazara cortésmente. Un golpe de mala fortuna hizo que el mercader perdiera todas sus riquezas, por lo que todos los pretendientes desaparecieron, ya que el dinero era el único motivo para casarse con semejantes mujeres. Bella, sin embargo, siguió recibiendo proposiciones, pero las siguió rechazando. Cierto día, llegó la noticia de que uno de los barcos del mercader había llegado al puerto con mercancías. Sus dos hijas mayores le pidieron que les trajera joyas y vestidos, pero Bella, su hija menor, le dijo que con solo una rosa ya le haría a ella feliz.
Regresando del puerto, el mercader se pierde en el bosque y encuentra refugio en un castillo que se hallaba cerca. En dicho castillo come y descansa, y al otro día, justo después de tomar una rosa del bello jardín, una horrenda bestia lo sorprende y le obliga a que le pida perdón.
El mercader suplica por poder ver a sus hijas una última vez, a lo que la bestia responde que puede marcharse para verlas una vez más, pero a cambio, tendrá que traer a una de ellas para que ocupe su lugar. El mercader vuelve a su hogar y les explica lo acontecido a sus tres hijas, tras lo cual su hija menor Bella se ofrece para ocupar el lugar de su padre, para regocijo de sus dos hermanas mayores y desesperación de su anciano progenitor. Bella le recuerda a su padre que las promesas han de cumplirse, y que si ella no hubiera pedido una rosa, nada habría sucedido.
Sin embargo, una vez allí, la Bestia le concedió la libertad a su padre ordenándole no volver jamás. Y gentilmente, llevó a Bella a unos ricos aposentos, para que viviera toda su vida en el castillo. Al cabo de un tiempo, cada noche la Bestia visitaba a Bella y le pedía que se casara con ella, pero Bella le respondía que solamente le concedería su amistad. Pasaron tres meses agradables en el castillo, en donde la Bestia llenaba de atenciones a Bella, y ella le correspondía con gestos de amistad. Cierto día, Bella vio en su espejo mágico que su anciano padre estaba muy enfermo, y le rogó a la Bestia que le permitiera verlo una última vez, a lo cual la Bestia accedió, con la condición de que volviera a los ocho días. Ella se lo prometió agradecida, y partió hacia su hogar. Una vez allí, sus dos hermanas mayores, tristemente casadas con personas de bajo nivel, inventaron una trampa para que Bella estuviera en su casa más de ocho días. Al darse cuenta de que había roto su promesa, la muchacha parte hacia el castillo y encuentra a la Bestia en un prado, agonizando, por la tristeza que le había causado la ausencia de Bella. Ella se arrodilla ante la bestia, que exhala ya sus últimos minutos de vida, y, entre lágrimas, le suplica que no muera, ya que lo ama y quiere ser su esposa. Al escuchar estas palabras, la Bestia sana y se transforma mágicamente en un bello y apuesto príncipe. Se revela ahora que este príncipe, a causa de la maldición de una bruja malvada, había sido transformado en una horrible bestia para que ninguna mujer quisiera casarse con él; y que la única manera de romper la maldición era que alguien se enamorara de él por sí mismo, sin conocer la verdad.
La Bella y el príncipe se casaron y vivieron felices en el castillo, junto a su padre, mientras que las dos hermanas mayores de Bella fueron transformadas en estatuas de piedra, pero sin perder la consciencia, para que fueran testigos de la felicidad de Bella, su hermana menor.
Esta versión de Beaumont es la que se considera tradicional, y ha sido la más extendida y conocida. Todas las interpretaciones, adaptaciones y versiones posteriores se han basado en la versión de Beaumont, y no en el original de Villeneuve.

### Versión de Villeneuve
La versión original de Villeneuve es mucho más extensa que la de Beaumont. Se compone de tres capítulos; en casi doscientas páginas, Villeneuve explica muchos detalles que Beaumont omite.

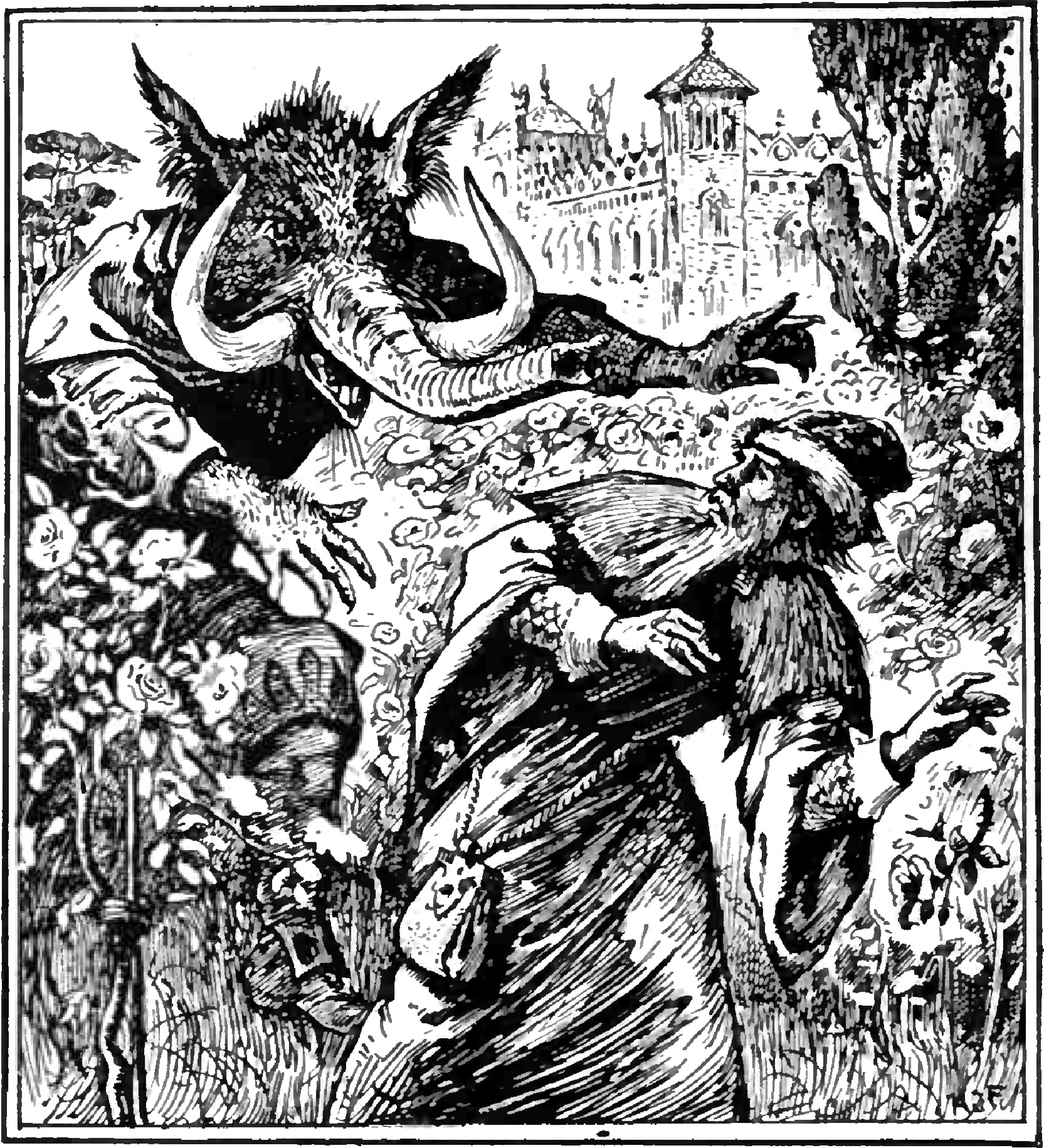
Ilustración para The Blue Fairy Book de Andrew Lang.

El capítulo I —el más largo— es el antecedente de la versión de Beaumont. Existen varias diferencias, como el número de hermanos de Bella. Una diferencia significativa es la descripción de la Bestia; mientras que en la versión de Beaumont es «un monstruo tan horrible como para desmayarse», en la de Villeneuve es «un horrible animal, con gesto furioso y una especie de trompa parecida a la de un elefante».
En los otros dos capítulos relata todo el trasfondo familiar, tanto de Bella como del príncipe. En el capítulo II, el propio príncipe cuenta que perdió a su padre siendo muy joven, y que su madre, ocupada en guerras para defender su reino, lo puso al cuidado de un hada (hada malvada). Cuando el príncipe llega a adulto, el hada trata de seducirlo, pero al rechazarla este, lo convierte en una bestia, «tan estúpida como horrible».
El capítulo III descubre que Bella es la hija del rey de las Islas Felices, y su madre es un hada bondadosa que se hizo pasar por humana y se casó con el rey. Un hada malvada —la mencionada en el capítulo II— descubre al hada buena y luego pretende casarse con el rey, para lo cual planea matar a Bella, que se parece mucho a su madre y mantiene vivo el recuerdo en la mente del rey. Sin embargo, su tía (hada), descubre los malvados planes y consigue ocultarla, haciéndola pasar por uno de los doce hijos de un rico comerciante.
Estos dos últimos capítulos de la historia de Villeneuve se centran en las guerras entre hadas y reyes, y dedican largas páginas a la historia de las familias de Bella y el príncipe transformado en Bestia. También compone una visión del castillo mucho más oscura y mágica que la tradicional.
Beaumont omitió todo este trasfondo familiar y trágico, desvinculándose del sentido que Villeneuve le quiso dar a su historia: una ácida crítica a la sociedad en la que las mujeres eran obligadas a casarse por conveniencia, siendo algunos de aquellos maridos peores que su Bestia. Eliminando todos los personajes secundarios, Beaumont adaptó, o readaptó, la historia bajo los simples arquetipos del cuento de hadas, siguiendo los mismos esquemas que otras variantes anteriores de la misma.

## Orígenes

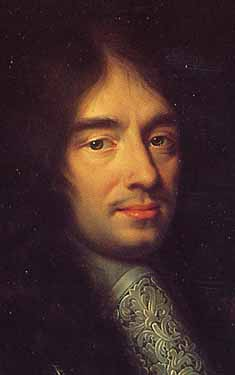
Charles Perrault, 1665.

La historia de La Bella y la Bestia ha circulado durante siglos por toda Europa, tanto en forma oral como escrita y mucho más recientemente, en adaptaciones cinematográficas. Muchos expertos han señalado similitudes entre este cuento e historias clásicas de la Grecia antigua, como «Cupido y Psique», «Edipo» o «El asno de oro» de Apuleyo, hacia el siglo segundo de nuestra era.

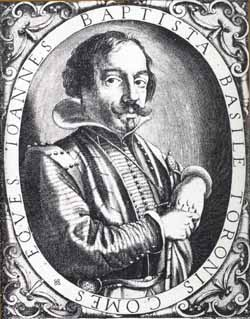
Giambattista Basile.

Una primera versión escrita de «La bella y la bestia» se atribuye a Gianfrancesco Straparola, aparecida en su libro de cuentos Le piacevoli notti, en 1550. Una temprana versión francesa presentaba al padre como un rey, y a la Bestia como una serpiente. Otros autores como Madame d'Aulnoy, con su cuento «Le Mouton» («La oveja») o Giambattista Basile, en el Pentamerón, también escribieron variaciones de la misma historia.
La primera versión escrita que ya desarrolla el cuento tal como se conoce hoy fue publicada en 1740 por la escritora francesa Gabrielle-Suzanne Barbot de Villeneuve, en La jeune américaine, et les contes marins. Era una serie de relatos explicados por una anciana durante un largo viaje por el mar. Villeneuve escribía cuentos de hadas basados en el folclore europeo, para distracción de sus amigos y conocidos en bailes y salones.

La aristócrata francesa Jeanne-Marie Leprince de Beaumont (1711-1780) había emigrado a Inglaterra en 1745, donde empezó a trabajar como profesora y escritora de libros sobre educación y moral. Habiendo leído la novela de Villeneuve, la abrevió en gran medida y la publicó en 1756 como parte de la colección Magasin des enfants, ou dialogues entre une sage gouvernante et plusieurs de ses élèves. Tomando los elementos clave de la historia original, Beaumont omitió muchas escenas de los orígenes o las familias de los protagonistas y modificó la escena de la transformación de la Bestia, que en el original de Villeneuve acontece tras la noche de bodas. Escrito como complemento educativo para sus alumnos, muchos de los detalles escabrosos o subversivos del original fueron suprimidos.

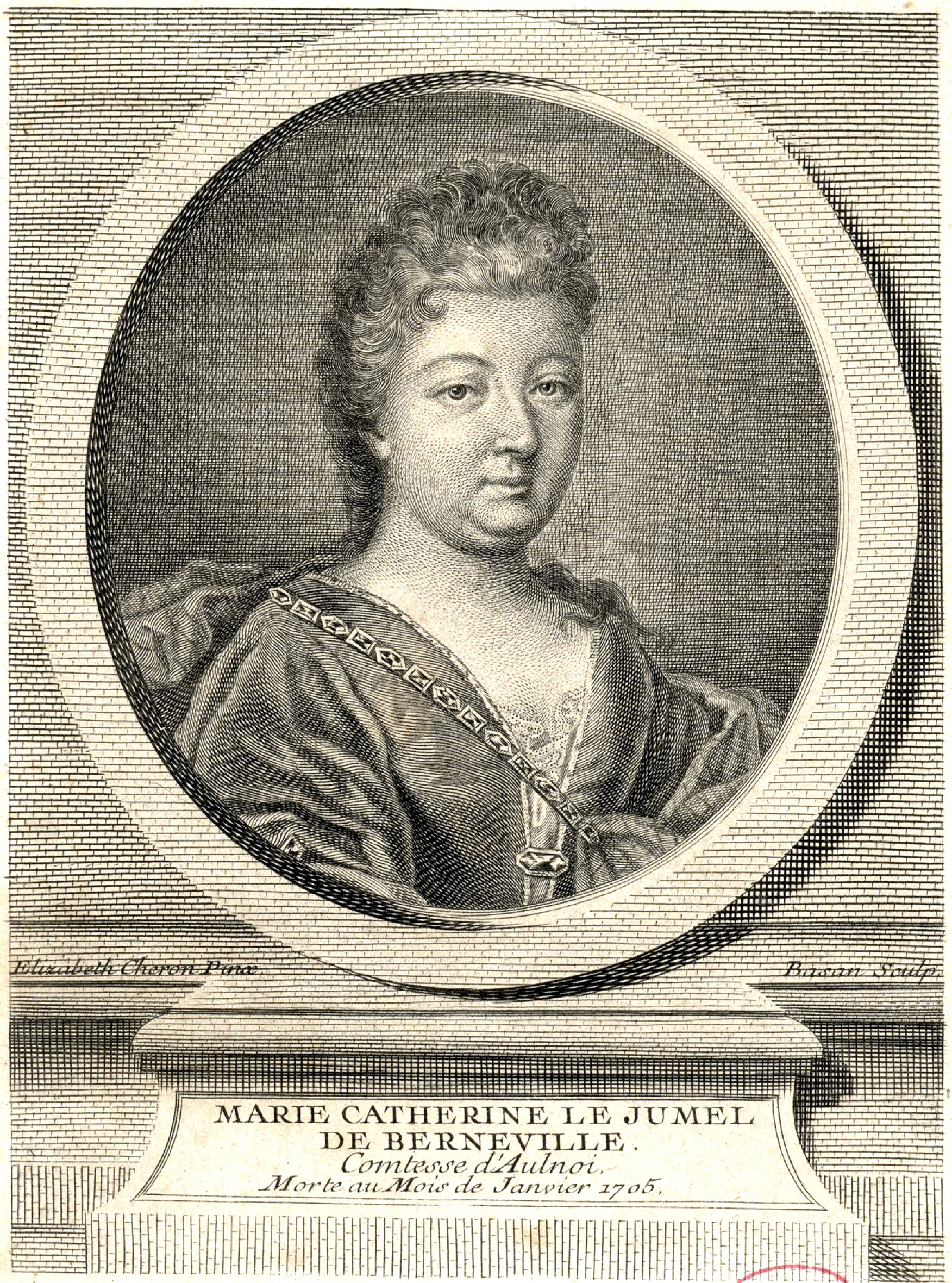
Madame d'Aulnoy.

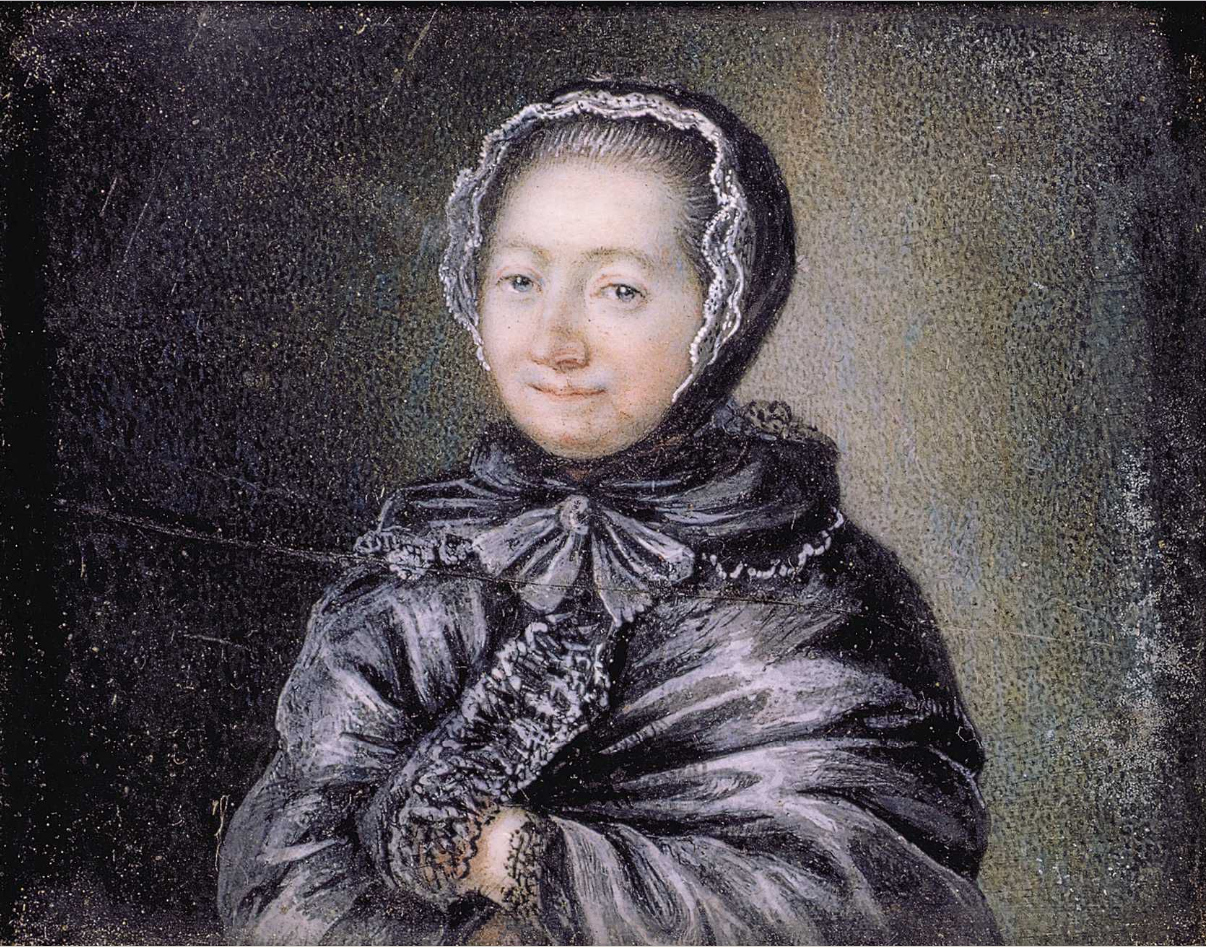
Jeanne-Marie Leprince de Beaumont.

La versión de Beaumont, ya entonces tuvo más éxito, hasta el punto de que, solo un año después, en 1757, ya fue traducida al inglés, como The Young Misses Magazine, Containing Dialogues between a Governess and Several Young Ladies of Quality, Her Scholars.
La tradición francesa de esta época consistía en elaborar historias cotidianas, con una tendencia a desarrollarlas sobre un trasfondo de emociones humanas en lugar de azares o designios mágicos. Eliminaban todo lo que era sangriento o cruel; escribían de forma directa y concisa, con un estilo sobrio y sin adornos. Los cuentistas franceses adaptaron sus historias a su propio gusto clásico, lógico y hasta racional. Perrault inició una tendencia que se apartaba de esta forma tradicional de narrar cuentos, y las mujeres que le siguieron, Lhéritier, Madame d'Aulnoy y Beaumont, fueron aún más lejos. El más humilde de los hombres, en sus cuentos, era un caballero; los pastores eran príncipes disfrazados y la mayoría de los protagonistas siempre son reyes o reinas.
Algunos autores y expertos han sugerido que el cuento de La Bella y la Bestia pudo ser influido por una historia real. Se trataría de la historia de Petrus Gonsalvus, el cual nacido en el siglo XVI en la isla de Tenerife (España) fue llevado a la corte del rey Enrique II de Francia. Petrus padecía la enfermedad de la hipertricosis, lo que provocaba un crecimiento anormal de pelo en el rostro y otras partes. En París fue acogido bajo la protección del rey y se casó con una bella mujer parisina llamada Catherine.
Estas influencias en la historia explican las diferencias existentes entre la versión actual de «La bella y la bestia», a través de estos escritores franceses, y las versiones más tradicionales.

## Interpretación

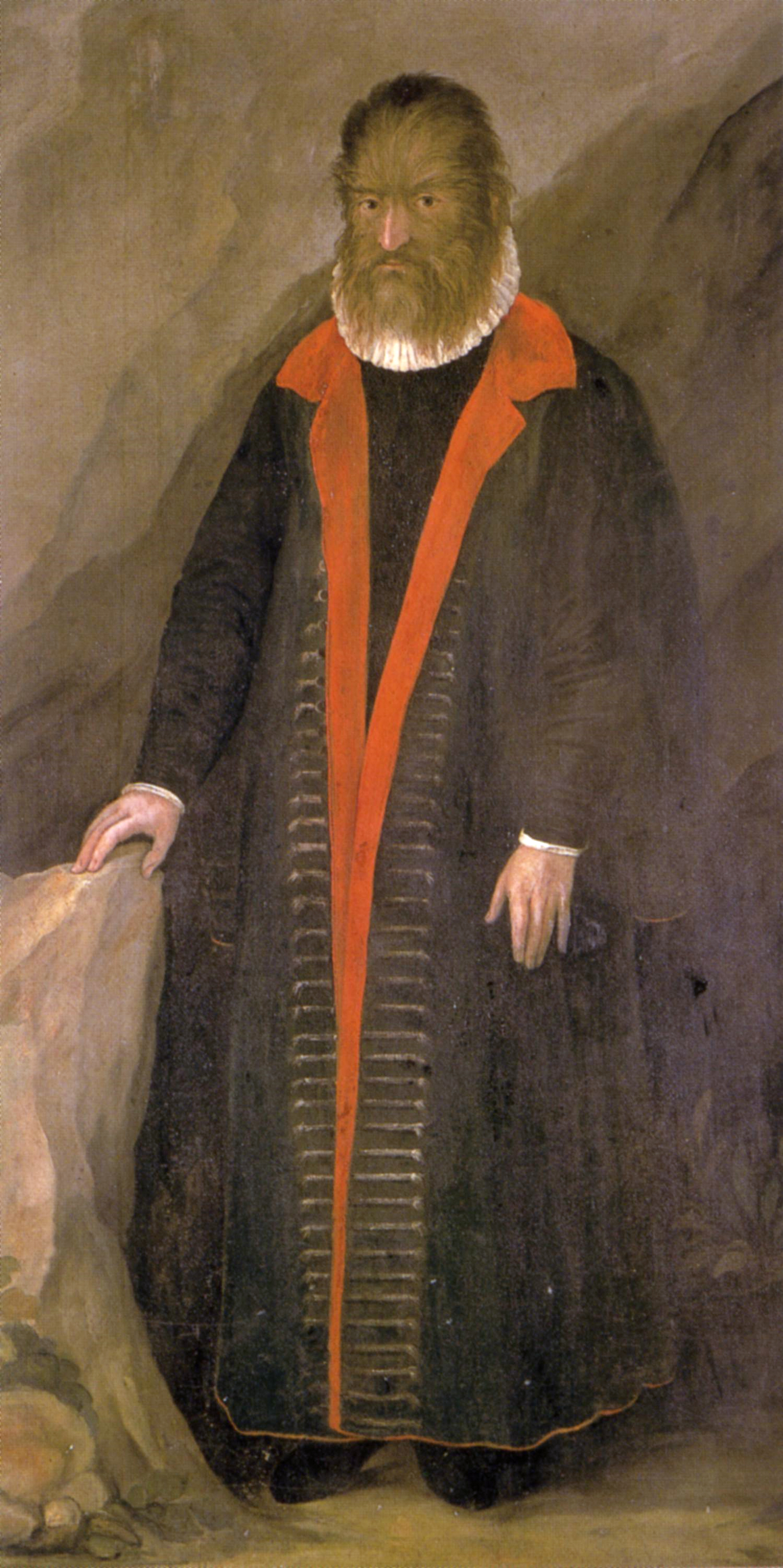
Para algunos autores, la historia de Petrus Gonsalvus (en la imagen) inspiró el cuento de La Bella y la Bestia.

De entrada, el cuento simboliza la animalidad integrada en la condición humana, pues en muchísimos mitos y cuentos populares se habla de un príncipe convertido, por arte de hechicería, en un animal salvaje o en un monstruo, que es redimido por el beso y el amor de una doncella.
La Bella y la Bestia también se puede interpretar como la llegada de una niña a su mayoría de edad y a su sexualidad. Concebido el amor de su padre, que la adoraba por encima del resto de sus hermanas, como un amor puro, la niña percibe la sexualidad como algo perverso, y todo hombre que sienta un deseo sexual hacia ella es una bestia. Solo a partir del momento en que Bella es capaz de asimilar las relaciones sexuales como humana y adulta, puede alcanzar la felicidad. Pero otra variante de este concepto sería que el sentimiento de la Bestia es primitivo y brutal, pero el amor de la mujer lo transforma en algo humano y comedido, que en el cuento vendría simbolizado por la transformación física de Bestia a un príncipe.
El cuento también se ha interpretado como crítica a los matrimonios por conveniencia. Las primeras versiones del cuento provenían de personas de clase alta del ancien regime francés, donde tales uniones eran habituales. La unión de una chica, especialmente joven, con un hombre mucho mayor que ella, sin su consentimiento, se observa como metáfora en la narración. El cuento critica estas prácticas, pero al mismo tiempo reivindica que, si las mujeres buscan en el interior de sus ancianos maridos, pueden encontrar al ser bondadoso que se esconde tras la apariencia de Bestia. O que ellas mismas consigan esa transformación por medio de su amor.
La historia de «la bella y la bestia» aparece en otras muchas culturas en diversas formas. Aarne-Thompson enumera 179 cuentos de diferentes países con un tema similar. Generalmente son tres hermanas. La más joven, Bella, es pura y bondadosa, mientras que las otras dos muestran algunos de los peores rasgos humanos: avaricia, envidia, soberbia. Bella no recibe ningún nombre, simplemente es la más joven de las hermanas, y recibe su apodo por su belleza, y por ser la preferida de su padre. Nunca aparece la figura materna, obviando así los conflictos que supondría que tal figura se opusiera a que la muchacha se fuera a vivir con un monstruo. Al mismo tiempo, se permite que la relación con el padre, normalmente rico, sea mucho más estrecha, y posibilite el desarrollo de la narración. Aunque la Bestia pueda adquirir muchas formas (serpiente, lobo e incluso un cerdo), el motivo es siempre el mismo: es rico y poderoso, pero nunca bello o atractivo. En un momento determinado, Bella se separa de la Bestia, que cae, por alguna extraña razón (amor, traición, designios mágicos de su maldición), terriblemente enferma y yace moribunda. Los remordimientos de Bella, ya sean en forma de una simple lágrima vertida o un viaje hasta el fin del mundo por volver con su amado, salvan a la Bestia, y ésta se transforma en un hermoso príncipe. La belleza implícita de la Bestia resurge cuando Bella es capaz de atisbarla bajo la desagradable apariencia exterior.
El cuento también se puede situar en un contexto psicológico. Los hombres suelen ser pasivos; las ancianas poco o nada comprensivas; Bella, la más joven, siempre es pura y virginal, y su mayor deseo es una rosa. Para griegos y romanos, la rosa era el símbolo del placer, asociado al lujo y a la extravagancia. Representaba la flor del amor y el romance. Resalta el amor de Bella hacia su padre, al pedirle que le traiga una rosa. Cuando el padre cae enfermo y moribundo, se puede interpretar en un sentido literal o en sentido figurado, ya que el amor de Bella ya no es hacia su progenitor, sino hacia la Bestia.
Según el sistema de clasificación Aarne-Thompson, La Bella y la Bestia estaría catalogada en la categoría 425A: Animal o Monstruo como novio o amante.

## Personajes
Los siguientes son los personajes que intervienen en las versiones más representativas de la historia del cuento:
- Bella: Es la protagonista del cuento. Es una bella y bondadosa joven la cual termina convirtiéndose en el verdadero amor de la Bestia.
- La Bestia: Originalmente un príncipe el cual fue maldecido con un hechizo que lo convirtió en un monstruo, pese a ello consigue obtener el amor de Bella.
- El mercader: Padre de Bella a la cual entrega a la Bestia para saldar la deuda que tenía con él.
- Las hermanas mayores: Son las dos malvadas, crueles y envidiosas hermanas mayores de Bella.
- La bruja malvada: Una poderosa hechicera la cual fue la encargada de lanzarle la maldición al príncipe lo que lo convirtió en una bestia.
- El hada malvada: Institutriz del príncipe a quien intenta seducir pero tras ser rechazada por este, ella decide lanzarle una maldición.
- El hada buena: Madre del príncipe, la cual fingió ser una humana para poder casarse con el rey.

## Adaptaciones
Desde su publicación en 1756, la historia ha sido adaptada numerosas veces. En 1756, la condesa de Genlis escribió una obra de teatro basada en el cuento. En 1786, la versión de Villeneuve volvió a publicarse en Le Cabinet des Fées et autres contes merveilleux.
Durante el siglo XIX hubo una proliferación de versiones de la historia en Francia, Inglaterra y en Estados Unidos. Se han listado hasta 68 ediciones de diferentes impresas durante ese siglo. Algunas de las más notables fueron: un poema de Charles Lamb, publicado en 1811; una ópera en dos actos de J. R. Planchée, en 1841; y en 1875, un libro de ilustraciones de Walter Crane, además de una edición ilustrada de la novela, por Eleanor Vere Boyle.

### Cine

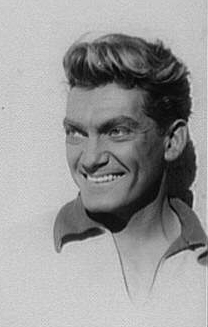
Jean Marais.

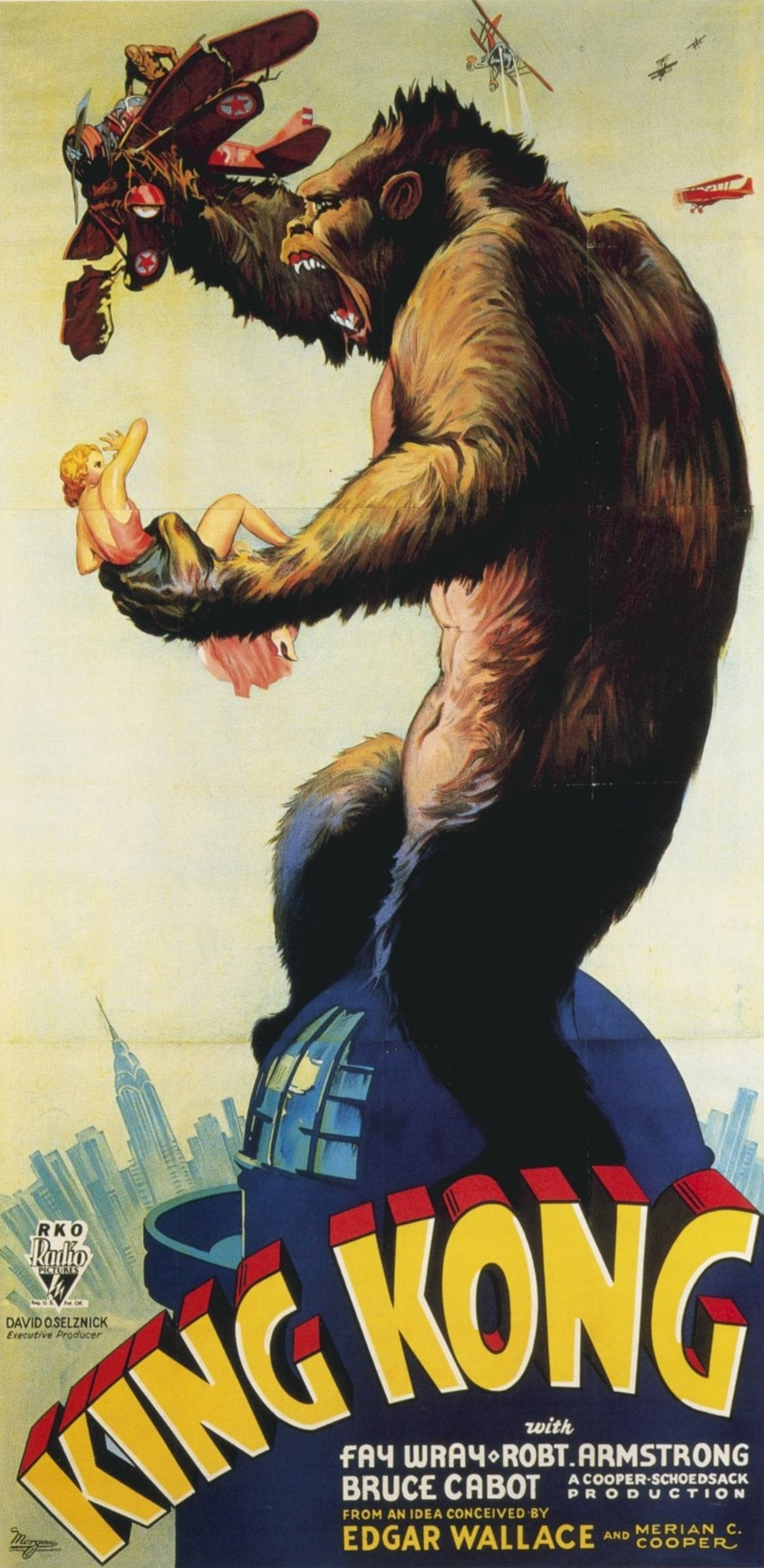
Afiche de la película King Kong, de 1933.

- En 1946 el director de cine francés Jean Cocteau realizó la primera versión cinematográfica de la historia, La Belle et la Bête, con Jean Marais como la Bestia y Josette Day como Bella. Esta adaptación añade un argumento secundario, al aparecer un villano: un pretendiente de Bella llamado Avenant. Este pretende aprovechar la visita de Bella a su padre para matar a la Bestia y robar sus riquezas, mientras las hermanas, cómplices suyas, retrasan la vuelta de Bella al castillo. Cuando Avenant entra en el pabellón mágico, que es la fuente del poder de la Bestia, es alcanzado por una flecha de fuego arrojada por la estatua de la diosa romana Diana, que lo transforma en bestia e invierte la maldición de la criatura original.
- En 1952 se rodó en la Unión Soviética una adaptación animada, usando la técnica del rotoscopio, y basada a su vez en una versión de Sergei Aksakov: La flor escarlata. La historia está situada en la Edad Media eslava, y los personajes hablan la lengua rusa antigua (también llamada Antigua Lengua Eslava Oriental), que se usaba entre los siglos X y XIV.
- En 1978, el cine checoslovaco presentó Panna a Netvor (La Bella y la Bestia), de Juraj Herz, en una muy bien cuidada producción que reproduce el clima de época de principios de siglo XIX, y que toma prestados algunos de los elementos del film de Cocteau, como las estatuas que miran. No obstante estos detalles, el clima de esta película es muy realista, ya que fue rodada en escenarios naturales; y se encuentra emparentada más con el género de terror, donde los hechizos y el temor a lo diábolico eran moneda corriente en el pueblo. La máscara de la bestia es la de un ave de rapiña, con garras de águila, que se van trasformando en manos humanas a medida que se enamora, hasta que finalmente el amor hace que el encantamiento se diluya y se transforme en el príncipe de los sueños de Bella.
- En 1991 se estrena la primera adaptación hollywoodiense y musical de la historia, por parte de los estudios Walt Disney: La bella y la bestia, con guion de Linda Woolverton, música de Alan Menken, y canciones de Howard Ashman. Ganó el Óscar a la mejor canción original y el Óscar a la mejor banda sonora. Es la primera de las tres películas animadas de toda la historia que han sido nominadas al Óscar a la mejor película. Bella recibe el nombre francés de Belle en la versión original inglesa. Los criados del castillo de la Bestia son transformados en objetos personificados, ya que la maldición que afectó a su señor también los afectó a ellos. Y son modificados muchos elementos de la historia original. Por ejemplo, el padre viudo de Bella recibe un nombre, Maurice, y ella es su única hija. Un atractivo pero arrogante y presuntuoso pretendiente de Bella, de nombre Gastón, pretende casarse con ella, pero es siempre rechazado. Gastón y sus seguidores amenazan tanto a Maurice como a la Bestia, pero aquel muere en el enfrentamiento final con este. Esta versión otorga la capacidad de redención a Bella, perfecta en sí misma, que es capaz de amar a la Bestia a pesar de su extrema fealdad externa. La bella y la bestia está considerada como uno de los más grandes clásicos de los estudios Walt Disney y del cine en general. El mismo Walt Disney había ya intentado adaptar la historia en los años 40 del siglo XX, pero aquello quedó solo como un proyecto en desarrollo, hasta que se retomó a mediados de los años 1980, para concluir con esta versión musical.
- Golden Films estrenó en 1992, a raíz del éxito de la película de Disney, otra versión animada que salió directamente a vídeo. Con una animación más pobre respecto a la de Disney, era sin embargo más fiel a la historia original.
- Las películas de King Kong están basadas vagamente en el cuento. En la película original de 1933, el personaje de Carl Denham, que parte en busca del monstruo junto a la actriz Ann Darrow, cree que la aparición de Ann y el monstruo juntos en su película podría ser una reminiscencia del cuento. Cuando la criatura es llevada a Nueva York y muere tras pasar los últimos momentos junto a Ann, Denham declama, tanto en la versión de 1933 como en la de 2005, que «la bella ha matado a la bestia».
- Variantes de la historia donde una figura grotesca se enamora de una bella mujer, también han sido adaptadas numerosas veces al cine. Como, por ejemplo: El fantasma de la ópera, de Gastón Leroux, o Nuestra Señora de París, de Victor Hugo.
- Beastly es una versión más moderna de esta fábula, con interpretaciones de Vanessa Hudgens y Alex Pettyfer.
- En 2014 se estrenó La Belle et la Bête, una película franco-alemana grabada en francés, y basada en el cuento de hadas primitivo escrito por Gabrielle-Suzanne Barbot de Villeneuve. Con un guion por Christophe Gans y Sandra Vo-Anh y dirigida por Gans, la película es protagonizada por Léa Seydoux como Bella, y Vincent Cassel como la Bestia.
- Entre 2016-2017, los estudios Disney realizaron una adaptación en imagen real de su propia versión animada musical de 1991, que fue estrenada en cines el 17 de marzo de 2017.[17] Estaba protagonizada por Emma Watson como Bella, la princesa protagonista, por Dan Stevens como el príncipe que se transforma en la bestia, y por otros actores como Luke Evans, Emma Thompson y Josh Gad. Contó con tres nuevas canciones compuestas por Alan Menken y Tim Rice, además de las que se incluyen en la versión de la película animada de 1991.

### Teatro
- Debido al enorme éxito mundial del musical animado de 1991, este fue adaptado para teatro por Linda Woolverton y Alan Menken, que ya habían colaborado en la realización de la versión cinematográfica. La adaptación teatral requería pasar de los 84 minutos de la película a las 2 horas y media del musical, lo que exigía un trabajo de profundización en los personajes y la creación de nuevos temas. Howard Ashman, el creador de las canciones originales, había fallecido, y Tim Rice escribió canciones adicionales. Siete nuevas canciones, «No Matter What», «Me», «Home», «How Long Must This Go On?», «Maison des Lunes», «Human Again», «A Change in Me» y «If I Can't Love Her», fueron añadidas para la versión teatral. «Human Again», canción escrita pero suprimida del montaje final, fue incorporada para el estreno de la película en DVD. «A Change in Me», cantada por Bella, también es una canción eliminada de la película original, pero esta no fue añadida al DVD. En la obra de teatro se puso, además, un énfasis especial en el vestuario y los efectos especiales, para recrear la fantasía y la imaginería del castillo encantado de la película.

- Esta producción se estrenó en Madrid (España) en 1999 y estuvo en cartel hasta 2002 con Xenia Reguant en el papel de Bella y Carlos Marín como Bestia, que fueron reemplazados luego por Julia Möller y Joe Luciano respectivamente. Gastón fue interpretado por Lisardo Guarinos, que fue reemplazado por Manuel Bandera, Din Don por David Venancio Muro, Lumiere por Germán Torres y la Sra. Pots por Kirby Navarro.

- La Royal Shakespeare Company realizó su propia versión en 2003, siendo mucho más fiel a la historia original que Disney. Se hizo tan popular que, en 2004, se volvió a estrenar, aunque con ligeras variaciones en la trama.

- La bella y la bestia se representa a menudo como una pantomima en Inglaterra; existen muchas versiones de diversos autores. A menudo se incorpora el personaje de la bruja, que desea casarse con el príncipe, y, al rechazarla este, ella lo convierte en Bestia. Un hada buena, normalmente llamada el hada de la rosa, contribuye a que la historia acabe en un final feliz. En estas versiones mímicas, la Bestia acostumbra a enamorarse de Bella antes de su transformación, siguiendo la tradición de Cenicienta.

### Televisión
- George C. Scott protagonizó, junto a Trish Van Devere, una versión para televisión de La bella y la bestia en 1976. Scott fue nominado al premio Emmy por su interpretación.
- En 1984, Shelley Duvall produjo, para su programa infantil Faerie Tale Theatre, una adaptación con Klaus Kinski y Susan Sarandon como protagonistas. Estaba basada en la película de Jean Cocteau, de 1946.
- En 1987 se realizó una adaptación musical, protagonizada por Rebecca De Mornay y John Savage.
- La serie de televisión Beauty & the Beast, emitida de 1987 a 1990, desarrollaba sus tramas como una mezcla de fantasía y serie detectivesca. Se basaba en la relación entre Catherine, una abogada de Nueva York, interpretada por Linda Hamilton, y Vincent, un educado pero monstruoso personaje de rasgos felinos, interpretado por Ron Perlman, que vivía bajo los túneles de la ciudad. La serie fue cancelada debido a su baja audiencia, después de que Hamilton abandonara la serie tras la segunda temporada. Wendy Pini publicó dos novelas gráficas adaptando la serie.
- En la serie de televisión Érase una vez de 2012 la trama hace alusión al popular cuento basándolo en la historia de Rumpelstilskin y Bella. Cabe destacar que, en la serie, Rumpelstilskin es un personaje polifacético de varios cuentos que aparecen en ella, y solamente aporta ciertos guiños del conocido Rumpelstiltskin, el duende de la historia de los hermanos Grimm.
- En la serie española Cuéntame un cuento, de 2014, la bestia es un actor de éxito que tras un terrible accidente tiene la cara medio desfigurada. Se enamora locamente de Bella a pesar de su aspecto físico tras el accidente.
- Beauty & the Beast es una serie de televisión estadounidense de género dramático, basada en la serie de televisión del mismo nombre que fue emitida por la CBS a finales de la década de 1980. La nueva versión se empezó a transmitir por la cadena The CW desde el 11 de octubre de 2012, protagonizada por Kristin Kreuk y Jay Ryan.
- La Bella e la Bestia es una miniserie de televisión hispano-italiana de dos episodios producida por Lux Vide y Mediaset para la cadena española Telecinco y la cadena italiana Rai 1, protagonizada por la actriz española Blanca Suárez como Bella y el actor italiano Alessandro Preziosi como Bestia.
- Princesas (2020-2021), telenovela producida por América Televisión que cuenta las historias de cuatro princesas en una versión moderna, entre ellas La Bella y la Bestia interpretados por Flavia Laos y Stefano Salvini.
- En la segunda temporada de la serie original de Disney+ High School Musical: el musical: la serie, los personajes principales preparan el musical de Disney "La Bella y la Bestia" para la obra teatral del instituto, interpretando varias canciones de dicho musical (y a su vez, de la película de 1991 en la que está inspirada).
- La telenovela argentina B&BB&B es una comedia romántica inspirada en la historia. La serie cuenta la historia de dos vecinos, Bella, una bailarina de ballet, y Benny, un aspirante a músico de rock que luego de conocerse por accidente deben aprender a convivir y lentamente desarrollan una relación.

## Cultura popular
- Literatura infantil: el cuento inspiró la obra de Henriette Bichonnier El monstruo peludo, una versión humorística de La Bella y la Bestia: la pequeña princesa sustituye a su padre en la caverna del monstruo; mediante hábiles y divertidos juegos de palabras, la niña consigue enfadar tanto al monstruo que este estalla, y así, es liberado un príncipe que había sido encantado hace años.
- Shigeru Miyamoto declaró que el cuento fue la inspiración para el juego de Nintendo Donkey Kong.
- La bella y la bestia fue el tema en que se basó el episodio «Beauty and the Rock Promoter», de la serie Jem and the Holograms.
- También fue la base de la canción «I'd Do Anything for Love (But I Won't Do That)», de Meat Loaf.
- Stevie Nicks escribió la canción «Beauty and the Beast» para su álbum The Wild Heart (1983) después de ver la versión fílmica de Jean Cocteau.
- «Beauty and the Beast» es el título de una canción del grupo sueco The Ark y de una canción del grupo finés de heavy metal Nightwish.
- Marvel Comics publicó una miniserie de cuatro números titulada Beauty & The Beast, protagonizada por Bestia y Dazzler, personajes de X-Men.
- En el videojuego Metal Gear Solid 4: Guns of the Patriots hay un grupo al cual se enfrenta Old Snake, que se hace llamar "The Beauty and the Beast Unit", el cual está compuesto por mujeres hermosas con trajes de Bestias (mantis religiosa, cuervo, lobo y pulpo).
- El cantante español Porta en su canción «La bella y la bestia», criticó el maltrato hacia la mujer comparándolo con este cuento.
- En la serie norteamericana Érase una vez versionan este relato; entrelazando cuentos, la bestia en este caso es el villano Rumplestilskin que aprisiona a Bella, la hija de un Sir, ella accede si a cambio él ayuda a su reino en la batalla de los ogros. Varios detalles refieren a la versión de Disney: a Bella se le cae una taza y se desportilla (referencia a Chip), en una mesa aparece un candelabro y un reloj (Lumière y Din Don), Rumpel convierte a Gastón en una rosa y se la da a Bella diciéndole que se la había dado una anciana que vendía rosas.
- En 1991, Walt Disney lanza una adaptación del cuento, siendo la adaptación más conocida y también una de las películas más conocidas de Disney. La versión de los personajes en dicha película han aparecido en otros medios de Disney, incluidas secuelas de la película.